# Anselmo Citterio
Pour les articles homonymes, voir Citterio (homonymie).
Anselmo Citterio (né le 19 mai 1927 à Desio et mort le 2 octobre 2006 à Desio) est un coureur cycliste italien. Spécialiste de la poursuite sur piste, il a été médaillé d'argent de la poursuite par équipes avec Guido Bernardi, Arnaldo Benfenati et Rino Pucci aux Jeux olympiques de 1948 à Londres.

## Palmarès
- 1948
  -  Médaillé d'argent de la poursuite par équipes aux Jeux olympiques